# Lippenpuder
Lippenpuder wird auf die Lippen aufgetragen und verleiht den Lippen einen Perlmuttglanz.

## Anwendung
Es wird zwischen Lippenpudern unterschieden, die mit einem Applikator auf die trockenen und sauberen Lippen aufgetragen werden und es gibt Lippenpuderstifte. An der Spitze des Lippenpuderstiftes ist ein Schwämmchen, das das präzise Auftragen erleichtert. Das Schwämmchen nimmt den Puder bei jedem Öffnen und Schließen aus der Kappe auf.

## Inhaltsstoffe
Lippenpuder besteht aus einer Puder-Textur, die mit Ölen angereichert ist. Lippenpuder sind mit unterschiedlichen Farbpigmenten erhältlich.

## Wirkung
Die feinen Puderpigmente schmelzen auf den Lippen zu einer zart cremigen Textur. Lippenpuder hält länger auf den Lippen als ein Lippenstift. Der Puder verleiht den Lippen einen Perlmuttglanz und festigt die Lippenkonturen.